# Тристан, Фредерик
Фредерик Тристан (настоящее имя Жан-Поль Фредерик Барон Тристан — фр. Frédérick Tristan, Jean-Paul Frédéric Tristan Baron; 11 июня 1931, Седан, Арденны — 2 марта 2022[…], Дрё, Эр и Луар) — французский писатель, поэт, драматург и искусствовед. Известен также под псевдонимами Даниель Саррера и Мэри Лондон.

## Жизнеописание
Фредерик Тристан (Жан-Поль Барон) родился в семье Жана-Люсьена Барона и Рашель Пердро. В 1957 году умирает отец писателя, и его единственному сыну приходится взять на себя управление текстильной фирмой. По делам Фредерик Тристан много путешествует по Европе, отдавая предпочтение Италии; в 1986-м ему часто приходится посещать Китай, Вьетнам, Лаос, Бирму.
Первая книга стихов «Убитый Орфей» вышла в 1948 году. Среди самых известных произведений Фредерика Тристана — девять романов, сборник пьес «Театр дамы Берты», сборник интервью «Вывернутая перчатка», три труда по иконографии. В 1952 году он принял участие в работе художественного объединения «Графические поиски» под руководством Жоэля Пиктона. Графические произведения Тристана, выделяющиеся абстрактностью, представлены в рамках ЮНЕСКО и Мемориального института современных издательств (IMEC). Ретроспективная выставка черно-белых графических работ Тристана состоялась в библиотеке (медиатеке) Рюэй-Мальмезона в октябре 2010 года. С 1983 по 2001 год он был профессором иконографии (период раннего христианства и Возрождения) в парижской школе торговли произведениями искусства и организации культурных мероприятий (ICART). В 2000 году он истолковал своё творчество в «Вывернутой перчатке» — серии интервью с критиком Жаном-Люком Моро. В 2010 опубликована его автобиография под названием «Беженец в никуда». Эти воспоминания описывают, в частности, детство, уничтоженное войной, мятежный подростковый возраст и встречи с такими выдающимися людьми, как Андре Бретон, Мирча Элиаде, Анри Корбен, Рене Алло, Франсуа Ожиера, Жан Паре, Антуан Февр.
По мотивам романа «Героические злоключения Бальтазара Кобера» в Польше в 1988 году снят фильм «Невероятное путешествие Бальтазара Кобера» («Niezwykła podróż Baltazara Kobera»). Режиссёр — Войцех Ежи Хас.
В 1983 году Тристан получил Гонкуровскую премию за роман «Заблудшие души», а в 2000 — главный приз Общества Литераторов (Société des gens de lettres) за вклад в области литературы.
Женат. Мари-Франс Тристан работает в Сорбонне. Она литературовед, специализируется на творчестве поэта Джамбаттисты Марино.
Со всем архивом Фредерика Тристана (рукописи, изданы и переизданы книги, аудио — и визуальная документация, обзоры и т. д.) можно ознакомиться на сайте Мемориального института современных издательств (IMEC).

## Псевдонимы
Кроме псевдонима «Фредерик Тристан», Жан-Поль Барон использовал ещё два. В юности публиковался как «Даниель Саррера». Длительное время считали, что это молодая поэтесса (1932—1949). Её произведения «L’Ostiaque, L’Anthrope» (1951, 1953), по мнению критика Робера Сабатье, принадлежат к главным поэтическим текстам XX века.
Ядро мифа о Даниель Саррере — её самоубийство. В возрасте 17 лет она якобы бросилась под поезд на Лионском вокзале в Париже. Перед этим самоубийца оставила в месте своего последнего проживания, на чердаке дома № 42 на улице Бонапарта, несколько школьных тетрадей с короткой прозой, которую в семидесятых годах Фредерик Тристан опубликовал под названиями «Творчество» («Oeuvre») и «Дневник» («Journal»). Таким образом таинственная писательница стала кумиром литературного андерграунда. К её сторонникам принадлежали, кроме феминисток, многочисленные молодые читательницы. Некоторые из них, прочитав произведения Даниель Саррера, также наложили на себя руки.
«Работа» и «Дневник» переведены на нидерландский, итальянский, английский и немецкий («Arsenikblüten», 1978) языки. В Германии миф и творчество Даниель Сарреры имели особое влияние. В частности, Райнер Вернер Фасбиндер процитировал молодую французскую писательницу в драме о террористах «Die dritte Generation» (1979) («Третье поколение»). В перформансах её образ воплотили берлинские актрисы Хади Зойберт и Лилит Рудгарт, а также норвежка Ханне Дисеруд. В 2003 году немецкий поэт и драматург Пауль М. Вашкау созвал в Берлине конгресс, посвящённый Даниель Саррере. В рассказе «Раковое кафе» («Café Cancer») писатель и журналист Харальд Харцхайм передал историю Сарреры средствами жанра литературы ужасов. Судьба Даниель Сарреры вдохновила писательницу Нино Гараташвили написать дебютный роман «Юя» («Juja»).
Сразу же после опубликования «Работы» и «Дневника» настораживало то, что, кроме них, нет никаких доказательств существования Даниель Сарреры как реальной, а не фиктивной личности. В конце концов Фредерик Тристан признался в авторстве. Он объяснил, что Даниель — его второе «я». Однако Пьер Борель поставил под сомнение это признание, указав на анахронизмы в текстах и стилистические различия между записками Сарреры и романами Тристана. Этот французский критик сделал вывод: автор, как и раньше, неизвестен.
С 1986 по 2001 год Фредерик Тристан под псевдонимом Мэри Лондон опубликовал двенадцать детективных романов под общим названием «Расследование сэра Малкольма Айвори». Писал он эти романы, на своё усмотрение используя сюжетную линию, которую ему предлагал издатель.

## Переводы
Произведения Фредерика Тристана переведены на 22 языка, в частности на английский, испанский, итальянский, шведский, норвежский, на нидерландский, немецкий, русский, украинский, чешский, иврит.
Переводы на русский язык:
- Во власти дьявола (пер. И. В. Галина)
- Героические злоключения Бальтазара Кобера (пер. В. И. Шовкун)
- Загадка Ватикана (пер. Жан В. Антонов)
- Мастерская несбывшихся грез (пер. В. И. Шовкун)

## Критика
Тристана считают одним из самых оригинальных писателей двадцатого века. Многочисленные статьи прессы о нём помещены в IMEC.
- «Книги Фредерика Тристана не имеют аналогов во Франции благодаря богатству интриги, поворотов сюжета и темы» (Бернар Пиво фр. Bernard Pivot, журнал «Lire»)
- В 1985 году Брижит Массо написала исследование «Фредерик Тристан» (Frédérick Tristan, Ed. Balland)
- В 2000 году вышло произведение Венсана Анжеля «Фредерик Тристан, или Партизан художественной литературы» (Frédérick Tristan ou la Guérilla de la fiction, Ed. du Rocher)
- Литературный журнал «Brèves» посвятил свой июньский выпуск 2010 года разговору Фредерика Тристана и Юбера Аддада (Hubert Haddad), а также критическим статьям и обзорам Лорана Флидера, Марселя Моро, Жан-Клода Болоня и других
- Литературный журнал «Le Matricule des anges» в октябре 2010 года опубликовал большой обзор и интервью о «Беженце в никуда».